# Daniel Dewulf
Daniel Dewulf, né vers 1907 et mort le 7 janvier 1939 à Valloire, est un skieur alpin français. Pionnier de la discipline en France, il prend part aux Mondiaux 1932 à Cortina d'Ampezzo aux côtés de René Beckert, François Dabos, René Lafforgue et Robert Villecampe. Il est le fondateur de l'école de ski de Valloire en 1936.

## Biographie
En 1932, il fait partie des cinq premiers skieurs alpins français ayant pris part à des Championnats du monde lors de l'édition de 1932 à Cortina d'Ampezzo. Ses coéquipiers de l'équipe de France sont alors René Beckert, François Dabos, René Lafforgue et Robert Villecampe.
Il remporte au cours de sa carrière sportive en ski alpin le titre de champion de France universitaire avant de s'expatrier au Chili pour enseigner aux cadres de l'armée chilienne le ski, obtenant de le garde de colonel dans cette armée. Il revient en France pour la saison hivernal en 1939-1940 avant de projeter un retour au Chili.
Le 7 janvier 1939, lors d'une sortie en montagne, il dirige une excursion au Grand Galibier au col de la Ponsonnière près du lac Blanc en compagnie de huit personnes dont quatre appartenant au Ski Club alpin parisien (SCAP), mais ils sont victimes d'une avalanche. Il meurt dans cette avalanche qui emporte également les vies de Stéphane Lechner (30 ans, professeur de ski), Paul Elwerfest (étudiant parisien en biologie), Jean Maurain (35 ans, directeur du cabinet du président du Sénat), Raymond Ermorine (lieutenant d'aviation à Bordeaux), Claude Magnan (21 ans, originaire de Vizille) et Mademoiselle Torchon-Davat (21 ans). Son corps est retrouvé après recherche des sauveteurs et éclaireurs skieurs militaires. L'unique survivant est le lieutenant Rousselier.

## Palmarès

### Championnats du monde
| Épreuve / Édition               | Descente | Slalom  | Combiné |
| ------------------------------- | -------- | ------- | ------- |
| Mondiaux 1932 Cortina d'Ampezzo | 31e      | Abandon | —       |